# Блейк, Адам (продюсер)
А́дам Джо́н Бле́йк (англ. Adam John Blake, род. 25 января 1976, Рединг, Беркшир, Англия) — английский продюсер, музыкант и автор песен, известен как один из основателей музыкальной группы электронной музыки — «Zoot Woman».
Выпускает ремиксы под псевдонимами: «Paper Faces», с Стюартом Прайсом, «Sloop John Barillo» и «Mad March Hare». Paper Faces переработали треки для — «Zoot Woman», а также других известных исполнителей, таких как: Мадонна, Scissor Sisters, Armand Van Helden, Chromeo и Фрэнкмьюзик.
Он работал над записями для таких артистов, как — Pet Shop Boys, Даффи, Seal и Кайли Миноуг. В интервью «Universal Audio» Адам обсуждает технику записи.

## Дискография

### Студийные альбомы
| 2001 | «Living in A Magazine» - Релиз: 28 мая 2001 - Лейбл: Wall of Sound             | —  |
| 2003 | «Zoot Woman» - Релиз: 22 сентября 2003 - Лейбл: Wall of Sound                  | —  |
| 2009 | «Things Are What They Used To Be» - Релиз: 21 августа 2009 - Лейбл: Zoot Woman | 38 |
| 2014 | «Star Climbing» - Релиз: 29 августа 2014 - Лейбл: Посольство Один              | -  |

### Синглы
- 2013 — «The Stars Are Bright»
- 2014 — «Coming Up For Air»
- 2014 — «Don’t Tear Yourself Apart»
- 2007 — «We Won’t Break»
- 2008 — «Live in My Head»
- 2009 — «We Won’t Break (Redone)/Saturation»
- 2009 — «Just A Friend of Mine»
- 2009 — «Memory»
- 2010 — «More Than Ever»
- 2003 — «Taken It All»
- 2003 — «Gem»
- 2004 — «Grey Day»
- 2000 — «It’s Automatic»
- 2001 — «You & I»
- 2001 — «Living in a Magazine»
- 1997 — «Chasing Cities»